# Charlotte Polifonte
Charlotte Polifonte est une militante afroféministe et végane française de Guadeloupe.
Militante du mouvement afro-vegan, elle est créatrice du compte Instagram « Mangeuse d'herbe », qui compte plus de 46 000 personnes abonnées en 2022, ainsi que d'un site et d'une chaîne YouTube « Afro Vegan ».

## Biographie

### Parcours professionnel
Charlotte Polifonte étudie la littérature et l'orthophonie. Elle exerce également en tant qu'interprète de langue des signes dans une école maternelle à Créteil, influencée par sa mère. Elle découvre jeune le monde de la surdité et commence une formation afin d'accompagner des enfants en grande section de maternelle.

### Mode
Elle décide de financer ses études dans une école de mode par un prêt. La réalité du milieu de la mode la déçoit.
Elle effectue un stage auprès de la marque Manoush en tant que styliste modéliste. Elle se retrouve assignée à un travail au sous-sol où elle doit trier des vêtements en compagnie de manutentionnaires étrangers. Cette expérience lui permet de prendre conscience du degré de surconsommation dans la société contemporaine.

### Afroféminisme
Après avoir obtenu son diplôme de styliste et modéliste, elle se lance comme indépendante en soutenant les marques dirigées par des femmes noires. C'est lors de son exploration de la mode éthique et durable qu'elle découvre l'afroféminisme, qui l'influence beaucoup. Un livre de Bell Hooks et le film Ouvrir la voix d'Amandine Gay sont particulièrement marquants pour elle.

### Blogueuse
Lors d'un événement afroféministe en 2018, Charlotte Polifonte entend parler du véganisme et de son lien avec la lutte des femmes noires. Intriguée, elle décide de mener ses propres recherches sur le sujet de l'afrovéganisme,. Elle prend conscience de l'importance de ce mouvement et de son impact potentiel sur les luttes intersectionnelles,. Elle souligne également les racines historiques africaines du véganisme et l'importance de manger sainement. Charlotte Polifonte crée à l'automne 2019 la page Instagram « Mangeuse d'herbe » qui compte plus de 30 000 personnes abonnées en 2022,. Elle crée son compte pour sensibiliser sa famille au bien-être animal et au véganisme,. Elle décide de nommer son compte afin de promouvoir un régime alimentaire centré sur la consommation de végétaux. Sur sa page, elle partage principalement des recettes inspirées de la cuisine traditionnelle antillaise. Elle crée un site et une chaîne Youtube « Afro Vegan ». 
Charlotte Polifonte souhaite mettre en place des ateliers de cuisine qu'elle décrit comme « intuitive et émotionnelle pour quitter le paradigme occidental, très scolaire lié à l’apprentissage ». En 2020, elle travaille également sur un livre à propos de la communauté noire et du véganisme. Elle s'installer en Guadeloupe en avril 2024 pour transmettre son savoir-faire.

## Publications
- Pierre Rouvière, Barnabé Crespin-Pommier, Écolo, mon cul ! : 14 dilemmes du quotidien pour aller au-delà du bullshit écologique, Eyrolles, 16 février 2023, 256 p. (ISBN 9782212651119, présentation en ligne), p. 47.
- Emilie Laystary, Petit traité de la bouffe : Ce que nos assiettes révèlent de nous - D'après le podcast Bouffons, Marabout, 7 décembre 2022, 192 p. (ISBN 9782501174909, présentation en ligne), p. 22-23.
- Sam Cottet, Vegan - Vis ta meilleure vie, edi8, 3 novembre 2022, 130 p. (ISBN 9782263182310, présentation en ligne), p. 10.
- Marie Dasylva et Stella Maria Tiendrebéogo (préf. Stella Tiendrebeogo, ill. Charlotte Polifonte), Survivre au taf : Stratégies d'autodéfense pour personnes minorisées, Éditions Daronnes, 2022, 208 p. (ISBN 978-2-492312-02-1).